# Förordningen om arbetskraftens fria rörlighet
Förordningen om arbetskraftens fria rörlighet, eller förordning (EU) nr 492/2011 (tidigare förordning (EEG) nr 1612/68), är en europeisk förordning som reglerar unionsmedborgares rätt att, på samma villkor som de egna medborgarna, ta anställning i en annan medlemsstat inom Europeiska unionen än den där de är medborgare. Förordningen utgör grunden för genomförandet av den fria rörligheten för arbetstagare, en central del av den fria rörligheten för personer och en grundläggande rättighet enligt stadgan om de grundläggande rättigheterna. Den utfärdades ursprungligen av Europeiska gemenskapernas råd den 15 oktober 1968 och trädde i kraft den 8 november 1968. En kodifiering av förordningen, förordning (EU) nr 492/2011, antogs av Europaparlamentet och Europeiska unionens råd den 5 april 2011 och ersatte den ursprungliga förordningen om arbetskraftens fria rörlighet den 16 juni 2011.
Förordningen om arbetskraftens fria rörlighet fastställer en rad bestämmelser gällande unionsmedborgares rätt till att ta anställning i en annan medlemsstat än den där de är medborgare. Den fastställer även bestämmelser kring likabehandling.
Förordningen om arbetskraftens fria rörlighet är direkt tillämplig inom hela Europeiska unionen. Därutöver är den även tillämplig i Island, Liechtenstein och Norge genom EES-avtalet; i detta sammanhang är dessa länder och deras medborgare därför likvärdiga med unionens medlemsstater respektive unionsmedborgare. Schweiz tillämpar motsvarande bestämmelser genom ett bilateralt avtal med unionen.

## Tillkomst och genomförande
Den ursprungliga förordningen om arbetskraftens fria rörlighet antogs den 15 oktober 1968, och syftade till att fastställa bestämmelserna om den fria rörligheten för arbetstagare inom Europeiska gemenskaperna. Möjligheterna till att anta en sådan förordning grundade sig på Romfördraget, som innehöll en målsättning om att fri rörlighet för arbetstagare skulle genomföras inom gemenskaperna under en övergångsperiod på tolv år från den 1 januari 1958. Genom förordningen, som trädde i kraft den 8 november 1968, förverkligades denna målsättning och medborgare i gemenskapernas medlemsstater fick samma möjligheter att ta anställning i en medlemsstat som de egna medborgarna i den medlemsstaten. Förordningen ändrades ett flertal gånger fram till 2000-talets början.
Den 5 maj 2010 presenterade Europeiska kommissionen ett förslag till ny förordning om arbetskraftens fria rörlighet. Syftet med förslaget var att kodifiera de tidigare bestämmelserna, det vill säga ersätta den ursprungliga förordningen och samtliga tillhörande ändringsakter med en enda rättsakt.
Den nya förordningen om arbetskraftens fria rörlighet antogs i enlighet med det ordinarie lagstiftningsförfarandet, det vill säga Europaparlamentet och Europeiska unionens råd lagstiftade tillsammans. Förordningen utfärdades den 5 april 2011, offentliggjordes i Europeiska unionens officiella tidning den 27 maj 2011 och trädde i kraft den 16 juni 2011. I egenskap av förordning blev den då direkt tillämplig inom hela unionen och ersatte den tidigare förordningen om arbetskraftens fria rörlighet.

## Rättslig grund
Förordningen om arbetskraftens fria rörlighet genomför bestämmelserna i unionens fördrag om den fria rörligheten för arbetstagare. Likt alla rättsakter var förordningen tvungen att ha en giltig rättslig grund i fördragen i enlighet med principen om tilldelade befogenheter för att kunna antas. Den nuvarande förordningen antogs med artikel 46 i fördraget om Europeiska unionens funktionssätt som rättslig grund:
| ” | Europaparlamentet och rådet ska i enlighet med det ordinarie lagstiftningsförfarandet och efter att ha hört Ekonomiska och sociala kommittén utfärda direktiv eller förordningar i vilka de åtgärder anges som är nödvändiga för att genomföra den fria rörlighet för arbetstagare som definieras i artikel 45, och därvid särskilt a) säkerställa ett nära samarbete mellan nationella arbetsmarknadsmyndigheter, b) avveckla sådana administrativa förfaranden och sådan administrativ praxis samt sådana kvalifikationstider för tillträde till lediga anställningar som har sin grund antingen i inhemsk lagstiftning eller i avtal som tidigare har ingåtts mellan medlemsstaterna, och som skulle kunna hindra den fria rörligheten för arbetstagare om de behölls, c) avveckla alla sådana kvalifikationstider och andra restriktioner, som föreskrivs antingen i inhemsk lagstiftning eller i avtal som tidigare har ingåtts mellan medlemsstaterna, och som för arbetstagare från övriga medlemsstater uppställer andra villkor i fråga om fritt val av anställning än för inhemska arbetstagare, d) inrätta system för arbetsförmedling som kan skapa balans mellan tillgång och efterfrågan på arbetsmarknaden på ett sätt som undanröjer allvarliga risker för levnadsstandarden och sysselsättningsnivån inom olika regioner och industrier. | „ |
| – Artikel 46 i fördraget om Europeiska unionens funktionssätt efter Lissabonfördragets ikraftträdande | |   |

## Innehåll och bestämmelser
I korthet innebär förordningen om arbetskraftens fria rörlighet att unionsmedborgare har rätt att, på samma villkor som de egna medborgarna, ta anställning i en annan medlemsstat än den där de är medborgare.

### Rätt till anställning
Enligt förordningen har varje unionsmedborgare rätt att ta anställning i en annan medlemsstat i enlighet med de villkor som gäller där enligt nationella lagar och andra författningar. I synnerhet har en unionsmedborgare samma förtur till en ledig befattning som de egna medborgarna i den medlemsstaten. Varje unionsmedborgare och varje arbetsgivare inom unionen har rätt att utbyta anställningsansökningar respektive erbjudanden om anställningar, och ingå anställningsavtal, utan någon diskriminering.
Med syfte att säkerställa att alla unionsmedborgare har samma rätt att ta anställning inom hela unionen ogiltigförklarar förordningen nationella lagar och andra författningar eller administrativ praxis
- när de inskränker rätten för utländska medborgare att ansöka om och erbjuda anställning, eller rätten för utländska medborgare att påbörja och fullfölja anställning, eller gör dessa till föremål för villkor som inte gäller för de egna medborgarna i den medlemsstaten, eller
- när reglernas uteslutande eller huvudsakliga syfte eller effekt, även om de gäller oavsett nationalitet, är att utestänga medborgare i andra medlemsstater från den erbjudna anställningen.

Ovanstående bestämmelser hindrar dock inte att särskilda språkkrav ställs för anställning, men de ska då gälla lika för alla unionsmedborgare.
I de fall nationella lagar begränsar andelen utländska arbetstagare i ett företag, i en verksamhetsgren eller i en region, eller då förmåner beviljas för företag som har en viss andel inhemska arbetstagare, ska alla unionsmedborgare betraktas som inhemska arbetstagare, enligt förordningen. Vidare har alla arbetssökande unionsmedborgare rätt till samma hjälp från arbetsförmedlingarna som respektive medlemsstats egna medborgare.

### Likabehandling
Förordningen grundar sig på likabehandlingsprincipen, som innebär att unionsmedborgare ska behandlas på samma sätt som de egna medborgarna i en medlemsstat. Detta gäller framför allt
- anställnings- och arbetsvillkor, inklusive lön, avskedande och återinsättande i arbete eller återanställning,
- sociala och skattemässiga förmåner,
- tillgången till utbildning i yrkesskolor och omskolningscentrum,
- rättigheter och förmåner som gäller bostäder,
- tillgången till allmänna skolor, lärlingsutbildningar och yrkesskolekurser för eventuella barn som bor i samma medlemsstat som unionsmedborgaren, och
- medlemskap och deltagande i fackföreningar, inklusive rätten att rösta och vara valbar till poster inom arbetstagarorganisationer.

Vissa undantag gäller dock för tjänster som regleras av offentlig rätt, till exempel polis- och domstolsväsenden.
Alla bestämmelser i kollektivavtal eller motsvarande som innebär negativ diskriminering av unionsmedborgare är ogiltiga.

### Arbetsförmedling
Ursprungligen innehöll förordningen även bestämmelser om arbetsförmedling och samarbete mellan medlemsstaternas arbetsförmedlingar. Dessa bestämmelser upphävdes och ersattes 2016 av nya bestämmelser i en separat förordning om det europeiska nätverket för arbetsförmedlingar.

### Rådgivande kommittén och tekniska kommittén
Genom förordningen har en rådgivande kommitté inrättats. Den har till uppgift att bistå Europeiska kommissionen i granskningen av alla de frågor som rör den fria rörligheten för arbetstagare, framför allt att följa upp diverse problem och föreslå ändringar av lagstiftningen. Kommittén består av sex ledamöter från varje medlemsstat, varav två utses av den nationella regeringen, två av arbetsgivarorganisationerna och två av arbetstagarorganisationerna. Varje kategori av ledamöter har även en ersättare. De utses för en period av två år, som kan förnyas. Kommittén leds av en kommissionsledamot eller en annan företrädare för kommissionen, som dock saknar rösträtt vid omröstningar.
Tidigare fanns även en teknisk kommitté bestående av en av varje regerings representant i den rådgivande kommittén. Kommittén ansvarade bland annat för att stödja, främja och samordna samarbetet mellan de berörda statliga myndigheterna vad gällde den fria rörligheten för arbetstagare. Dessa uppgifter övertogs dock av Europeiska arbetsmyndigheten i samband med dess inrättande och den tekniska kommittén avskaffades följaktligen samtidigt.

## Territoriellt tillämpningsområde
|  | Europeiska unionen |

|  | Länder som omfattas av EES-avtalet |

|  | Schweiz |

Förordningen om arbetskraftens fria rörlighet omfattar alla unionens medlemsstater som unionsrätt, samt Island, Liechtenstein och Norge genom EES-avtalet. Schweiz tillämpar motsvarande bestämmelser genom ett bilateralt avtal med unionen. Storbritannien omfattades av förordningen fram till den 1 januari 2021 i enlighet med avtalet om Storbritanniens utträde ur Europeiska unionen.

### Europeiska unionen och dess medlemsstater
I egenskap av förordning blev förordningen om arbetskraftens fria rörlighet direkt tillämplig inom hela Europeiska gemenskaperna vid sitt ikraftträdande den 8 november 1968. Medlemsstaterna behövde således inte vidta några genomförandeåtgärder för att rättsakten skulle få full rättsverkan. Den nuvarande förordningen blev direkt tillämplig den 16 juni 2011 och ersatte då den ursprungliga förordningen.

#### Övergångsbestämmelser
I samband med unionens utvidgningar har nya medlemsstater i regel inte omfattats av förordningens bestämmelser direkt vid deras anslutning till unionen. Istället har övergångsbestämmelser i anslutningsfördragen möjliggjort för de gamla medlemsstaterna att, under en övergångsperiod, begränsa möjligheten för arbetstagare från de nya medlemsstaterna att ta anställning. I gengäld har de nya medlemsstaterna kunnat begränsa möjligheterna för arbetstagare från dessa medlemsstater att ta anställning. I enstaka fall, till exempel för Cyperns anslutning den 1 maj 2004, har inga övergångsbestämmelser tillämpats alls. De sista övergångsbestämmelserna gällde för Kroatien och upphörde den 1 juli 2020 i enlighet med anslutningsfördraget 2011. Sedan dess gäller förordningen inom hela unionen utan några särskilda undantag.

### Övriga EES-länder och Schweiz
Genom EES-avtalet utvidgades den ursprungliga förordningen om arbetskraftens fria rörlighet till att även omfatta Island och Norge samt Finland, Sverige och Österrike den 1 januari 1994. De tre sistnämnda länderna blev medlemmar i Europeiska unionen ett år senare och förordningen blev därmed istället direkt tillämplig genom deras medlemskap i unionen. Den 1 maj 1995 blev förordningen även tillämplig i Liechtenstein genom EES-avtalet.
Som rättsakt av betydelse för EES-avtalet beslutade gemensamma EES-kommittén den 30 mars 2012 att införliva den kodifierade förordningen i avtalet med syfte att även göra den bindande för Island, Liechtenstein och Norge. Norge anmälde dock att vissa konstitutionella ändringar skulle vara nödvändiga på nationell nivå för att kommitténs beslut skulle kunna träda i kraft. Den 14 december 2012 anmälde Norge att alla nödvändiga konstitutionella ändringar hade antagits. I enlighet med EES-avtalets bestämmelser trädde gemensamma EES-kommitténs beslut i kraft den 1 februari 2013 och förordningen blev därmed också tillämplig för Island, Liechtenstein och Norge. Fram till dess gällde fortfarande de tidigare bestämmelserna om arbetskraftens fria rörlighet enligt den ursprungliga förordningen och dess samtliga tillhörande ändringsakter.
Även om förordningen om arbetskraftens fria rörlighet inte är direkt tillämplig i Schweiz, som står utanför både Europeiska unionen och EES-avtalet, gäller motsvarande bestämmelser genom ett bilateralt avtal med unionen. Bestämmelserna om fri rörlighet för arbetstagare har dock varit kontroversiella och den 9 februari 2014 röstade en majoritet av de schweiziska väljarna för att prioritera inhemska arbetssökande framför utländska. Detta mottogs kritiskt av Europeiska kommissionen, som menade att en diskriminering av unionsmedborgare skulle leda till att samtliga bilaterala avtal med Schweiz om den fria rörligheten skulle sägas upp. I december 2016 nåddes dock en kompromiss som innebar att Schweiz inte begränsar unionsmedborgares möjligheter till att ta anställning, men att lagen ändras så att schweiziska arbetsgivare uppmanas till att prioritera inhemska arbetstagare, dock utan att kräva att arbetsgivare motiverar sina val av anställda.